# Ли Сяцин
Ли Сяцин (кит. упр. 李霞卿, пиньинь Lǐ Xiáqīng, 16 апреля 1912, Гуандун — 1998, США) — китайская актриса, первая женщина-пилот Китая.

## Биография

### Детство
Ли Сяцин (на кантонском диалекте Ли Ячин) родилась 16 апреля 1912 г. в Гуандуне в довольно богатой семье, её отец — участник синьхайской революции. В 1925 г. Ли Миньвэй решил перенести свой кинобизнес из Гонконга в Шанхай и предложил отцу Ли Сяцинь должность заместителя директора киностудии: он занимался вопросами заключения договоров аренды, строительством съемочных площадок и т. д. В 1926 г. Ли Ячин под псевдонимом Ли Даньдань сыграла в первом фильме киностудии Миньсинь — «Почему не она?», в котором главную роль помещичьей дочери, влюбленной в юношу и жертвующей своим счастьем ради любви этого юноши и девушки, сыграла Линь Чучу. 14-летняя Ли Даньдань сыграла ту самую девушку. Далее она снялась ещё в нескольких фильмах.

### Актриса

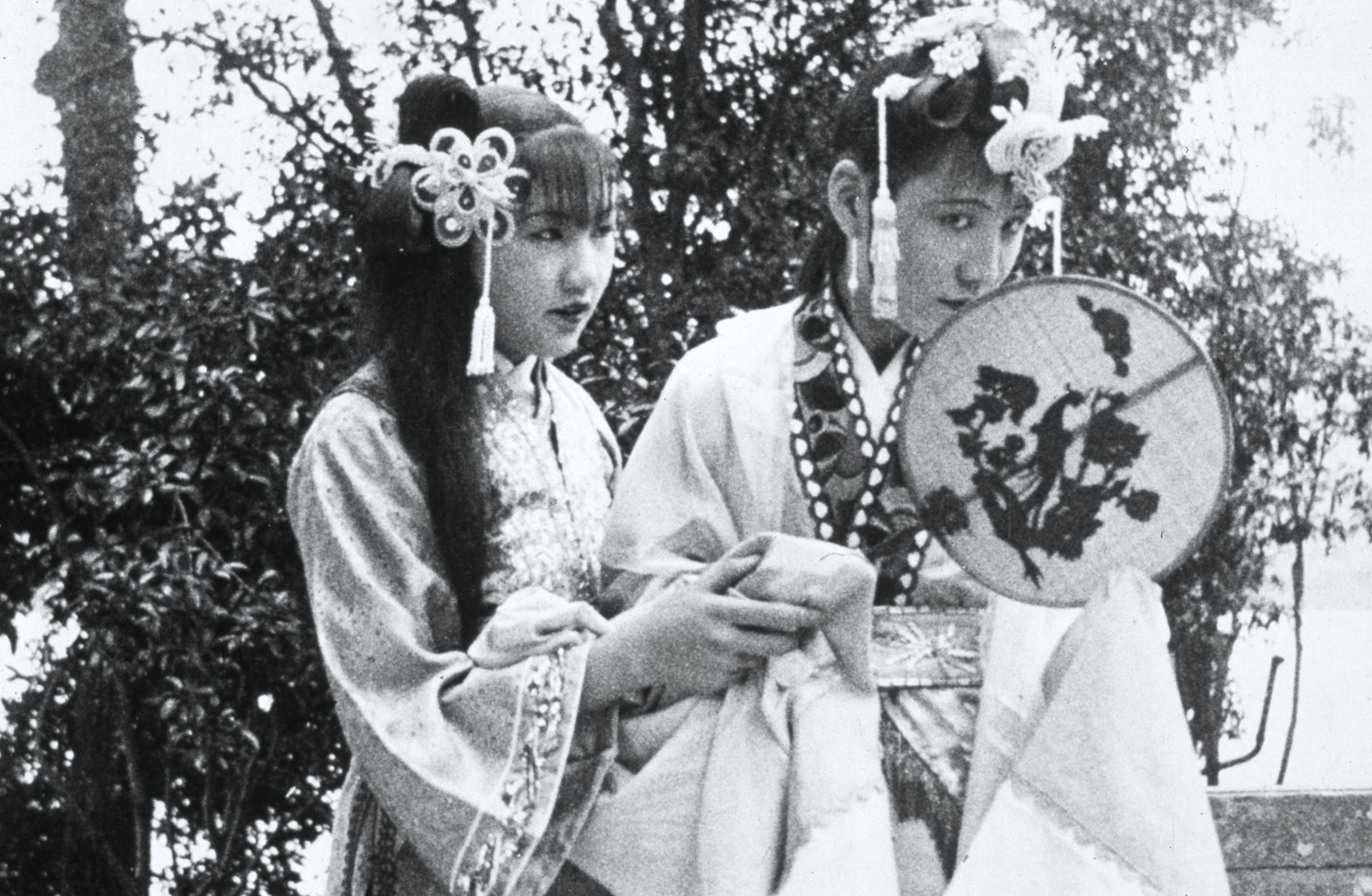
Ли Даньдань в фильме «Западный флигель» (1927 год)

В 1927 г. она снялась в 3 фильмах, в том числе и в «Романе Западной палаты». После успеха в этом фильме она получила главную роль в «Странствующей певице».
В 1928 г. на волне успехов фильмов жанра боевые искусства компания Миньсинь решила приступить к производству фильма « Хуа Мулань», главную роль было решено предложить Ли Даньдань. Ли давно занималась боевыми искусствами, в то время фильмы жанра боевые искусства были очень популярны в Китае. Это был второй фильм, снятый по легенде о Хуа Мулань.
После выхода фильма Ли Даньдань стала звездой. По результатам первого национального опроса 16-летняя актриса вошла в семерку самых популярных актрис: «Семь звездных сестер». Но роль Хуа Мулань стала её последней ролью в китайском кино. Вечером, возвращаясь со съемок, Ли и её спутники подверглись ограблению. Грабители, отобрав деньги и ценные вещи, спокойно удалялись. Они не привыкли к сопротивлению. Но, опомнившись, Ли Даньдань бросилась вдогонку, догнала их на мосту и, пока бандиты не пришли в себя, она умудрилась столкнуть обоих в реку, отобрав у них при этом награбленное. Это были рядовые грабители, но они были членами той самой зелёной банды, главарем которой был знаменитый гангстер, один из руководителей триады, Ду Юэшэн, прозванный Большеухим Ду. Он не прощал такого. Оставаться в Шанхае стало опасным.

### Авиатор
Ли Сяцин была вынуждена уехать в Великобританию. Так, в 1928 г., на самом пике славы, закончилась карьера актрисы Ли Даньдань.
В 1929 г. Ли Сяцин переезжает жить в Швейцарию, а затем в США. Она увлекается авиацией, окончила лётную школу, а в 1935 г. получила лицензию пилота училища аэронавтики фирмы Боинг. Годом позже, вернувшись в Китай (та история, видимо, уже забылась), она получает лицензию пилота от китайского правительства, став первой китайской женщиной-пилотом. Тогда же, в Шанхае, Ли Сяцин основала школу пилотов гражданской авиации, а с началом японского вторжения основала госпиталь. С захватом Шанхая она была вынуждена перебраться в Гонконг, откуда летала через линию фронта, доставляя медикаменты для китайской армии и гражданского населения в Гуандуне.
В 1938 г. она вылетела в США с миссией доброй воли для сбора средств в помощь Китаю, для того, чтобы общественное мнение подтолкнуло правительство США оказать действенную помощь Китаю.
Она была очень популярна. О ней писали в газетах, издавали комиксы, героиня которых была она. Вспомнив, что она была актрисой, её приглашали играть в кино. Она снялась в «Disputed Passage» 1939 г. (с Дороти Ламур в главной роли), где сыграла себя. Она была на экране 8 секунд. Таким образом Ли Сяцин стала одной из немногих актрис китайского кино, которая хоть и мельком, но оказалась в Голливуде. Также ей была предложена роль соперницы Хеди Ламарр в фильме «Леди из тропиков» 1939 г. Но, прочитав сценарий, Ли Сяцин отказалась.
В 1946 г. по окончании войны она вернулась в Китай, но, не приняв победу коммунистической партии, выехала в Тайвань. Позже эмигрировала в Америку, где умерла в 1998 году.

## Фильмография
| Год  | Русское название                          | Оригинальное название | Международное название         | Роль                   | Релиз   |
| ---- | ----------------------------------------- | --------------------- | ------------------------------ | ---------------------- | ------- |
| 1926 | Чистая, как нефрит, и прозрачная, как лёд | 玉洁冰清              | Why Not Her                    | Кун Цюнсянь            | —       |
| 1926 | Дух мира                                  | 和平之神              | The God of Peace               |                        | —       |
| 1927 | Поэт с мыса                               | 海角诗人              |                                |                        | —       |
| 1927 | Западный флигель                          | 西厢记                | Romance of the Western Chamber | Хуннян (Красна-девица) | Web rip |
| 1927 | Певица из дальнего края                   | 天涯歌女              | A Wandering Songstress         |                        | —       |
| 1928 | Мулан идёт в армию                        | 木兰从军              | Hua Mulan Joins the Army       | Хуа Мулань             | —       |
| 1929 | Глубокая любовь, тяжёлый поцелуй          | 情海重吻              |                                |                        | —       |
| 1939 | Спорный отрывок                           | Disputed Passage      | Disputed Passage               | камео                  | Web rip |